# Димитар Якимов
Димитар Якимов (болг. Димитър Якимов, нар. 12 серпня 1941, Софія) — болгарський футболіст, що грав на позиції нападника.
Виступав, зокрема, за клуб ЦСКА (Софія), а також національну збірну Болгарії, у складі якої був учасником трьох чемпіонатів світу (у 1962, 1966 та 1970 роках).

## Клубна кар'єра
У дорослому футболі дебютував 1958 року виступами за команду клубу «Септевмрі».
Забивши за «Септемврі» 10 голів у 21 грі, юний нападник отримав запрошення приєднатися до софійського ЦСКА, кольори якого і захищав протягом наступних чотирнадцять років, після чого завершив кар'єру. У той час «армійці» були одним з лідерів болгарського футболу, виступаючи в їх складі Якимов сім разів ставав чемпіоном Болгарії (у 1960, 1961, 1962, 1966, 1969, 1971, 1972 та 1973 роках).
У складі софійського ЦСКА був одним з головних бомбардирів команди, маючи середню результативність на рівні 0,49 голу за гру першості. В сезоні 1971 року, забивши 26 м'ячів у чемпіонаті, став найкращим бомбардиром болгарської футбольної першості.

## Виступи за збірну
1962 року дебютував в офіційних матчах у складі національної збірної Болгарії. Протягом кар'єри у національній команді, яка тривала 12 років, провів у формі головної команди країни 67 матчів, забивши 9 голів.
У складі збірної був учасником чемпіонату світу 1962 року у Чилі (1 гра групового етапу), чемпіонату світу 1966 року в Англії (2 матчі групового етапу), чемпіонату світу 1970 року у Мексиці (2 матчі на груповому етапі). Жодного голу у фінальних частинах чемпіонатів світу, проте, нападнику забити не вдалося.

## Титули і досягнення
- Чемпіон Болгарії (7):

ЦСКА (Софія): 1960, 1961, 1962, 1966, 1969, 1971, 1972, 1973
- Володар Кубка Болгарії (5):

«Септемврі»: 1960
ЦСКА (Софія): 1961, 1965, 1969, 1972
- Найкращий бомбардир чемпіонату Болгарії (1):

1971 (26 голів)
- Чемпіон Європи (U-18): 1959